# Iguanidae
Los iguánidos (Iguanidae) son una familia de saurópsidos escamosos que comprende diversos géneros de lagartos del Nuevo Mundo, conocidos popularmente como iguanas. 
En general son reptiles diurnos terrestres, a veces semi-arborícolas o semi-marinos, que se distribuyen en el sur de los Estados Unidos, México, América Central, El Caribe y Sudamérica, aunque se distinguen también dos géneros en Madagascar y Fiyi. Se alimentan principalmente de material vegetal, y a veces de pequeños invertebrados.

## Clasificación
La familia Iguanidae incluía inicialmente muchos géneros y especies. Sin embargo, con base a los estudios realizados por Frost et al. en 1989 y 2001, se ha refinado la clasificación taxonómica de esta familia, reduciendo significativamente el número de géneros incluidos. Otros géneros se trasladaron a familias separadas (Crotaphytidae, Hoplocercidae, Opluridae, Phrynosomatidae, Polychrotidae, Tropiduridae). Esta nueva organización no está aceptada por todos los autores, y algunos siguen utilizando la antigua clasificación con una mayor cantidad de géneros y especies.

### Clasificación de Frost
La clasificación propuesta por Frost y otros especialistas incluye los siguientes géneros:
Familia Iguanidae
- Género Amblyrhynchus Bell, 1825 - 1 especie en las Islas Galápagos
- Género Brachylophus Cuvier, 1829 - 2 especies en Vanuatu y Fiyi
- Género Conolophus Fitzinger, 1843 - 3 especies en las Islas Galápagos
- Género Ctenosaura Wiegmann, 1828 - 14 especies en América Central y América del Norte (Sur de los Estados Unidos y México).
- Género Cyclura Harlan, 1825 - 10 especies en el Caribe
- Género Dipsosaurus Hallowell, 1854 - 1 especie en América del Norte
- Género Iguana Laurenti, 1768 - 2 especies en América Central, Sudamérica y el Caribe
- Género Sauromalus Duméril, 1856 - 6 especies en América del Norte
- Género Armandisaurus †
- Género Lapitiguana †
- Género Pumila †

### Antigua clasificación
La clasificación anterior a la de Frost et al. incluye las siguientes subfamilias:
Familia Iguanidae
- Subfamilia Corytophaninae
- Subfamilia Crotaphytinae
- Subfamilia Hoplocercinae
- Subfamilia Iguaninae
- Subfamilia Leiocephalinae
- Subfamilia Leiosaurinae
- Subfamilia Liolaeminae
- Subfamilia Oplurinae
- Subfamilia Phrynosomatinae
- Subfamilia Polychrotinae
- Subfamilia Tropidurinae

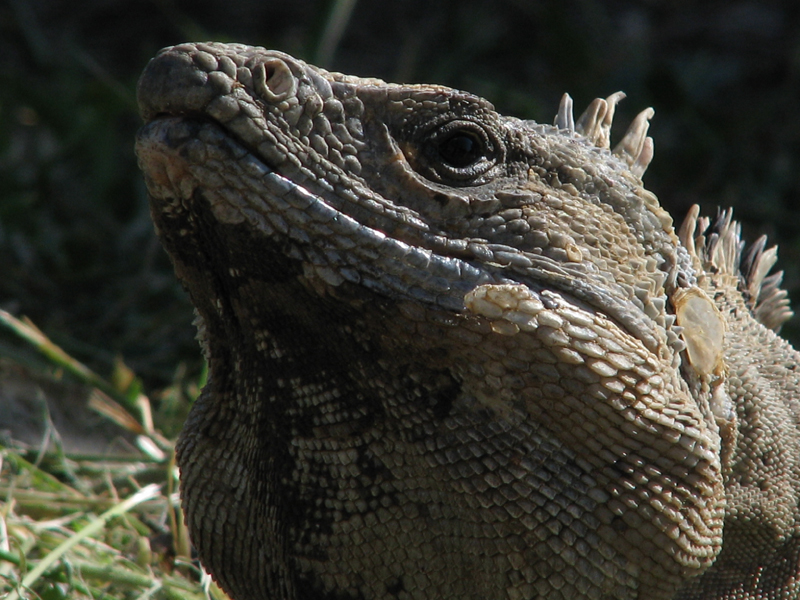
Ctenosaura similis
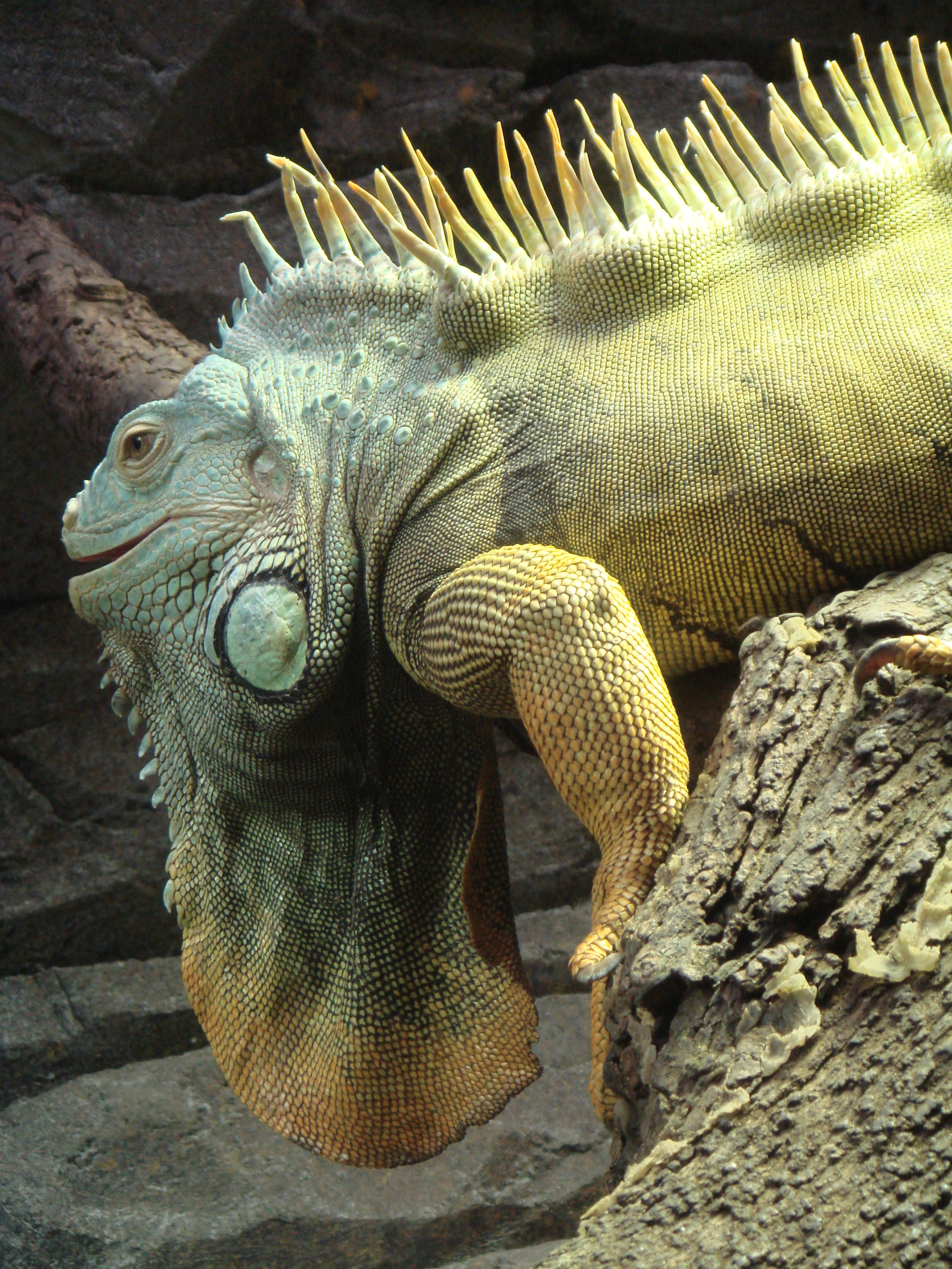
Iguana iguana
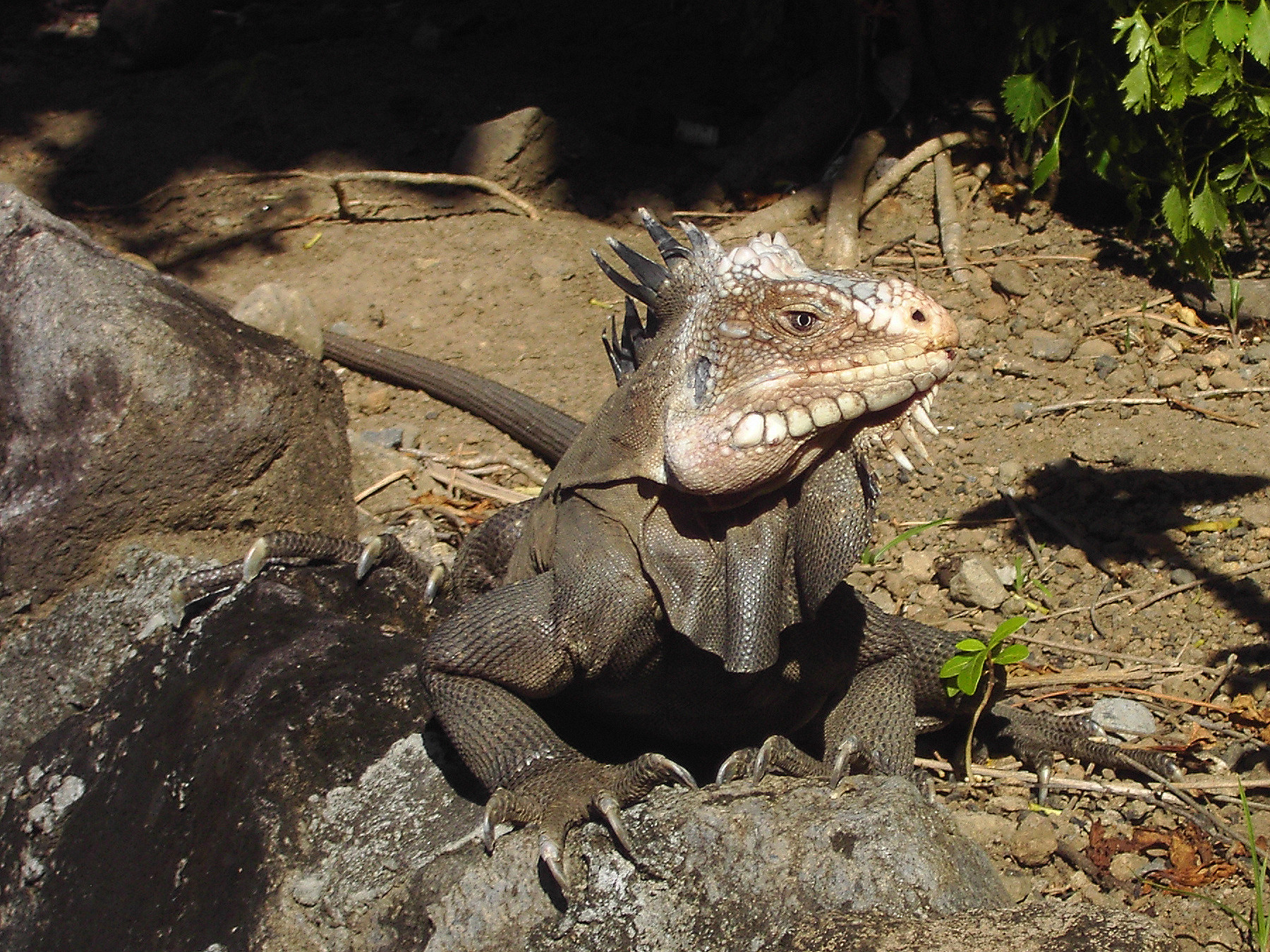
Iguana delicatissima
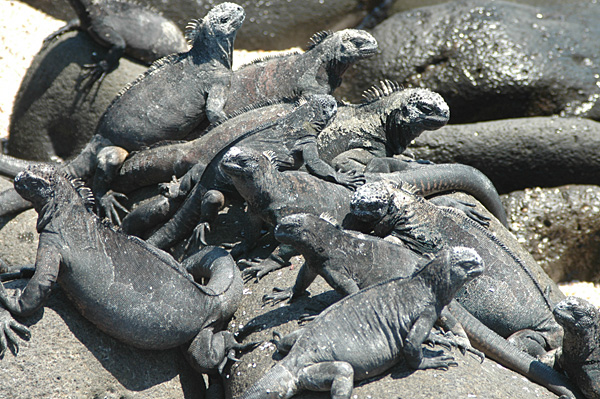
Amblyrhynchus cristatus
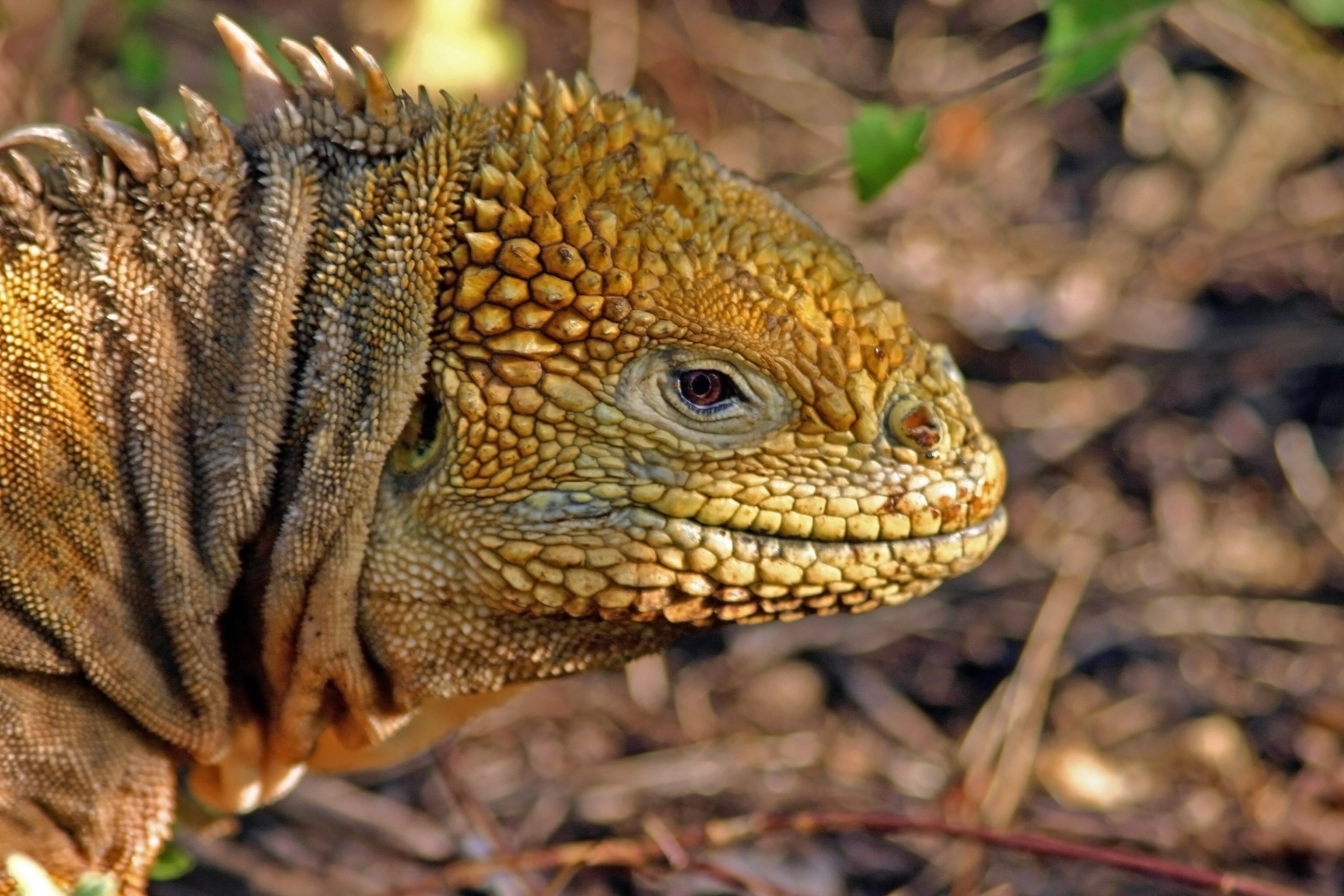
Conolophus subcristatus
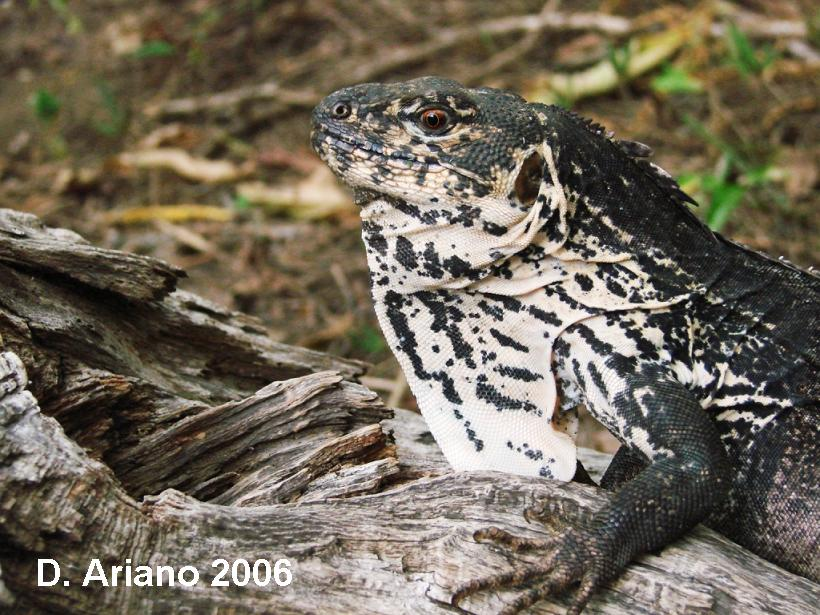
Ctenosaura palearis
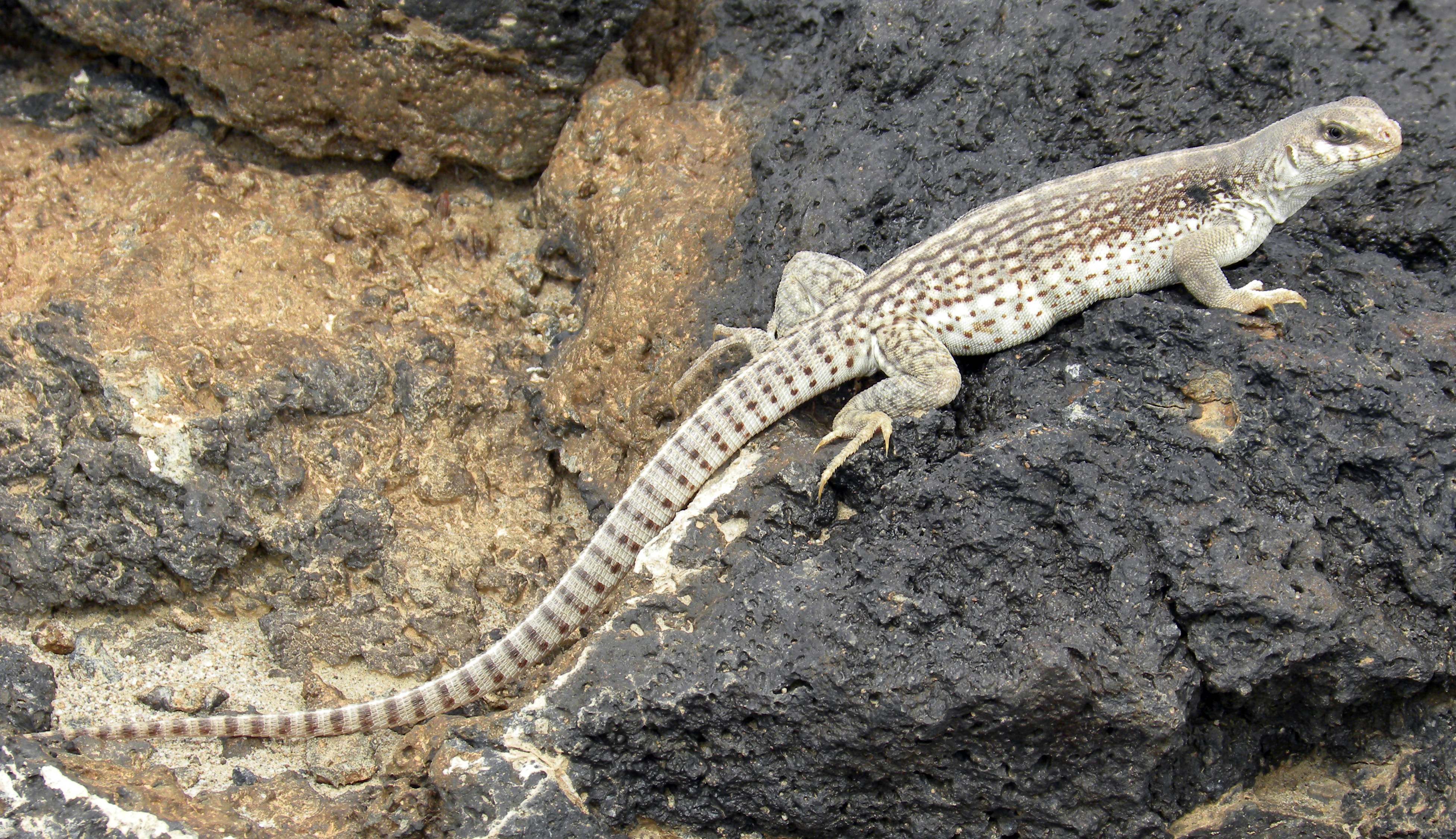
Dipsosaurus dorsalis
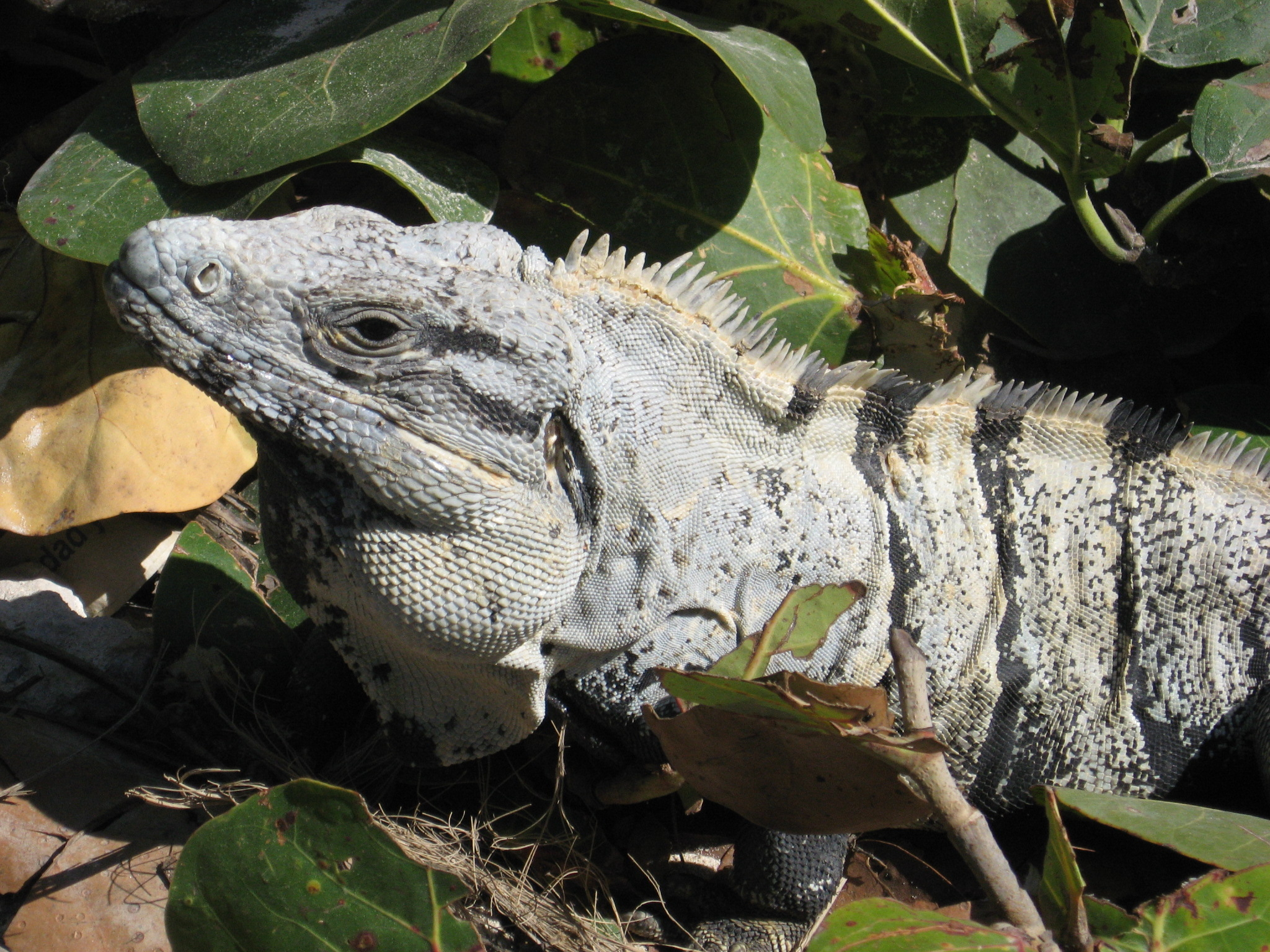
Ctenosaura similis